# Strijkkwartet nr. 8 (Holmboe)
Vagn Holmboe voltooide zijn Strijkkwartet nr. 8 in 1965. 
Holmboe componeerde zijn zevende en achtste genummerde strijkkwartetten, direct achter elkaar. Niet alleen qua opusnummers volgen ze elkaar op; ook in het oeuvre-overzicht hebben ze opeenvolgende nummers (Meta 224 en 225). Holmboe schreef de nummers zeven en acht het voor het Kopenhagen Kwartet. Zij verzorgde de première op 14 december 1965, drie maanden nadat zij ook de eerste uitvoering gaf van Strijkkwartet nr. 7.
Holmboe schreef het werk in vijf delen met zlefs Bela Bartóks symmetrische indeling (snel-langzaam-snel-langzaam-snel). Deel 1 (Allegro vivace e semplice) is een compacte sonatevorm. In deel 2 (Andante lucido e affetuoso) werkt Holmboe beide thema’s uit deel 1 verder uit. In deel 3, het scherzo (Presto volante e robusto), is het tijd voor virtuositeit. Deel 4 (Andante quieto e rubato) vormt door middel van een cadens voor de eerste viool de aanloop naar het slotdeel. Deel 5 (Allegro brioso e ardito) grijpt terug op de eerdere delen. 
Bij de uitgave voor Dacapo Records in 1997 werd vermeld dat de strijkkwartetten na die van Carl Nielsen gezien werden als belangrijke strijkkwartetten binnen de Deense klassieke muziek. Desalniettemin bleven die opnemen zeker tot 2020 de enige opnamen. 
Strijkkwartet nr. 1 · Strijkkwartet nr. 2 · Strijkkwartet nr. 3 · Strijkkwartet nr. 4 · Strijkkwartet nr. 5 · Strijkkwartet nr. 6 · Strijkkwartet nr. 7 · Strijkkwartet nr. 8 · Strijkkwartet nr. 9 · Strijkkwartet nr. 10 · Strijkkwartet nr. 11 · Strijkkwartet nr. 12 · Strijkkwartet nr. 13 · Strijkkwartet nr. 14 · Strijkkwartet nr. 15 · Strijkkwartet nr. 16 · Strijkkwartet nr. 17 · Strijkkwartet nr. 18 · Strijkkwartet nr. 19 · Strijkkwartet nr. 20
Ongenummerd: Sværm · Quartetto sereno